# Matorec
Matorec (Matorek) ist ein osttimoresischer Suco im Verwaltungsamt Turiscai (Gemeinde Manufahi).

## Geographie

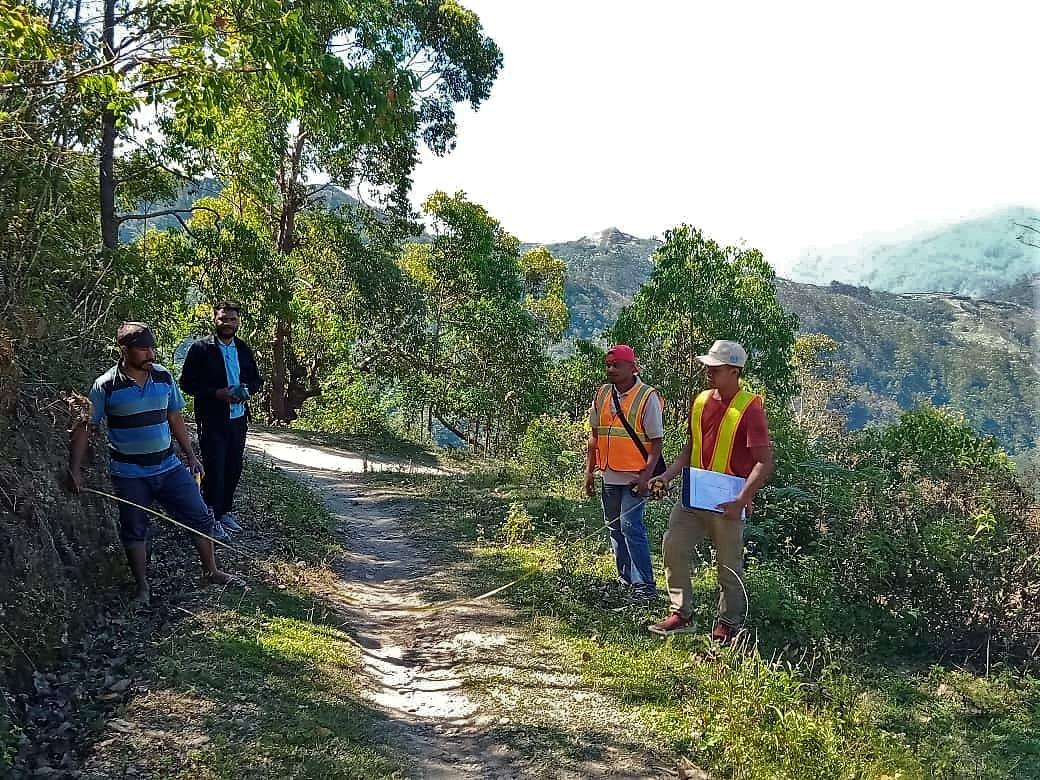
Vermessungsarbeiten in Matorec für eine neue Straße

Vor der Gebietsreform 2015 hatte Matorec eine Fläche von 25,98 km². Nun sind es  24,68 km². Der Suco liegt im Osten des Verwaltungsamts Turiscai. Nördlich befinden sich die Sucos Fatucalo und Lessuata, nordwestlich der Suco Liurai, westlich der Suco Beremana und südlich der Suco Foholau. Im Südosten grenzt Matorec an den Verwaltungsamt Fatuberlio mit seinem Suco Caicassa und im Osten an das zur Gemeinde Manatuto gehörende Verwaltungsamt Laclubar mit seinem Suco Fatumaquerec. Im Westen von Matorec entspringt der Fluss Limetain, ein Quellfluss des Südlichen Laclós. Entlang der Ostgrenze fließt der Clere, der auch von mehreren Zuflüssen aus Matorec gespeist wird. Er ist ein Nebenfluss des Clerecs. Der See Lauvero (Laweru), im äußersten Südosten des Sucos, hat einen Abfluss in den Clere (Lage).
Größere Straßen, die den Suco mit der Außenwelt verbinden, fehlen. So mussten für die Parlamentswahlen in Osttimor 2007 die Wahlurnen zum Wahllokal im Sitz des Suocs mit einem Hubschrauber hingebracht und wieder abgeholt werden. Westlich des Limetain liegt Orluli (Oroluli), die größte Siedlung im Suco. Hier gibt es auch eine Grundschule und eine medizinische Station.
Im Suco befinden sich die vier Aldeias Fatu Hei, Foho Tu, Orluli und Rimori.

## Einwohner
Im Suco leben 302 Einwohner (2022), davon sind 162 Männer und 140 Frauen. Im Suco gibt es 65 Haushalte. Über 88 % der Einwohner geben Mambai als ihre Muttersprache an. 8 % sprechen Tetum Prasa, kleine Minderheiten sprechen Habun, Idalaka oder Idaté.

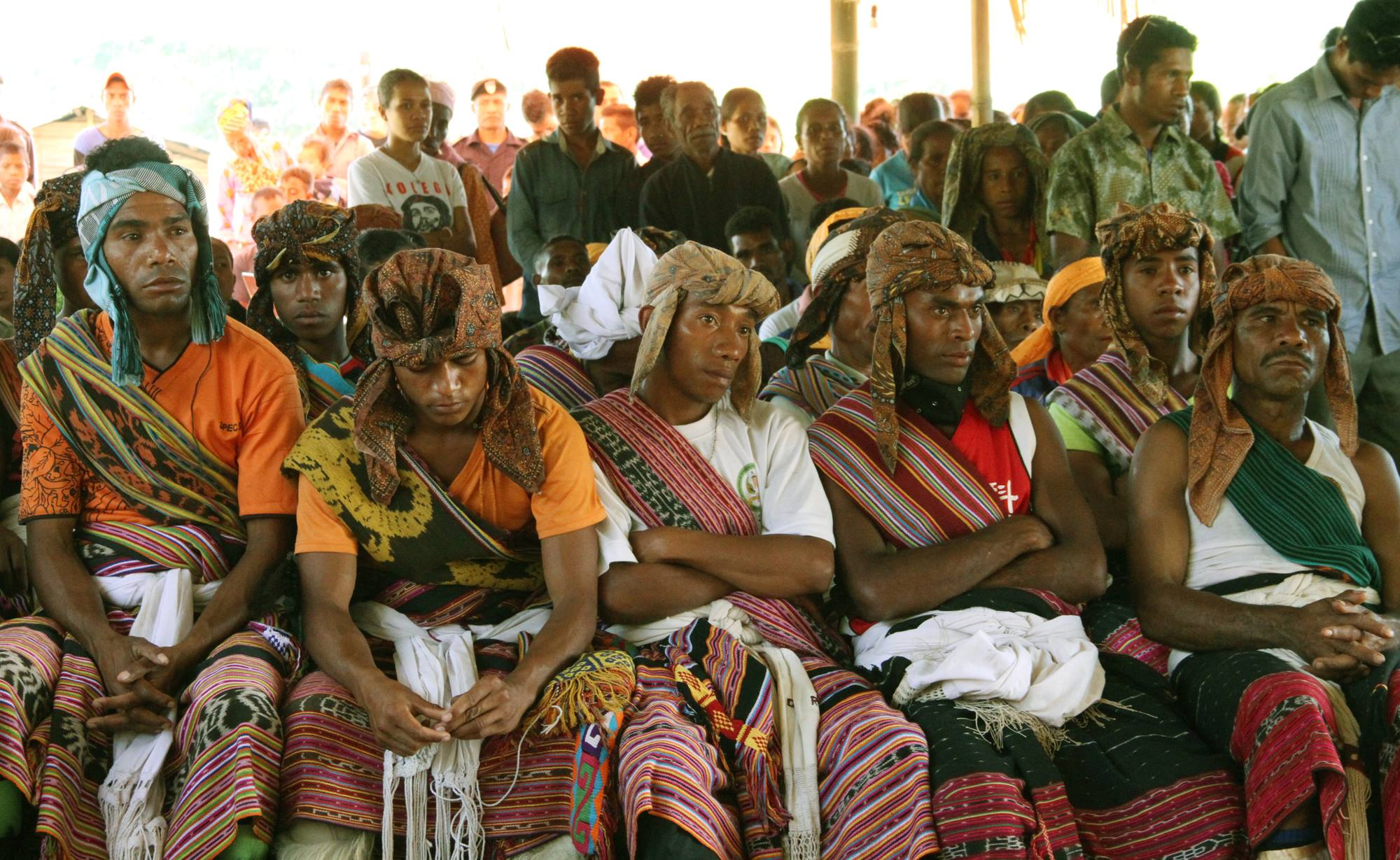
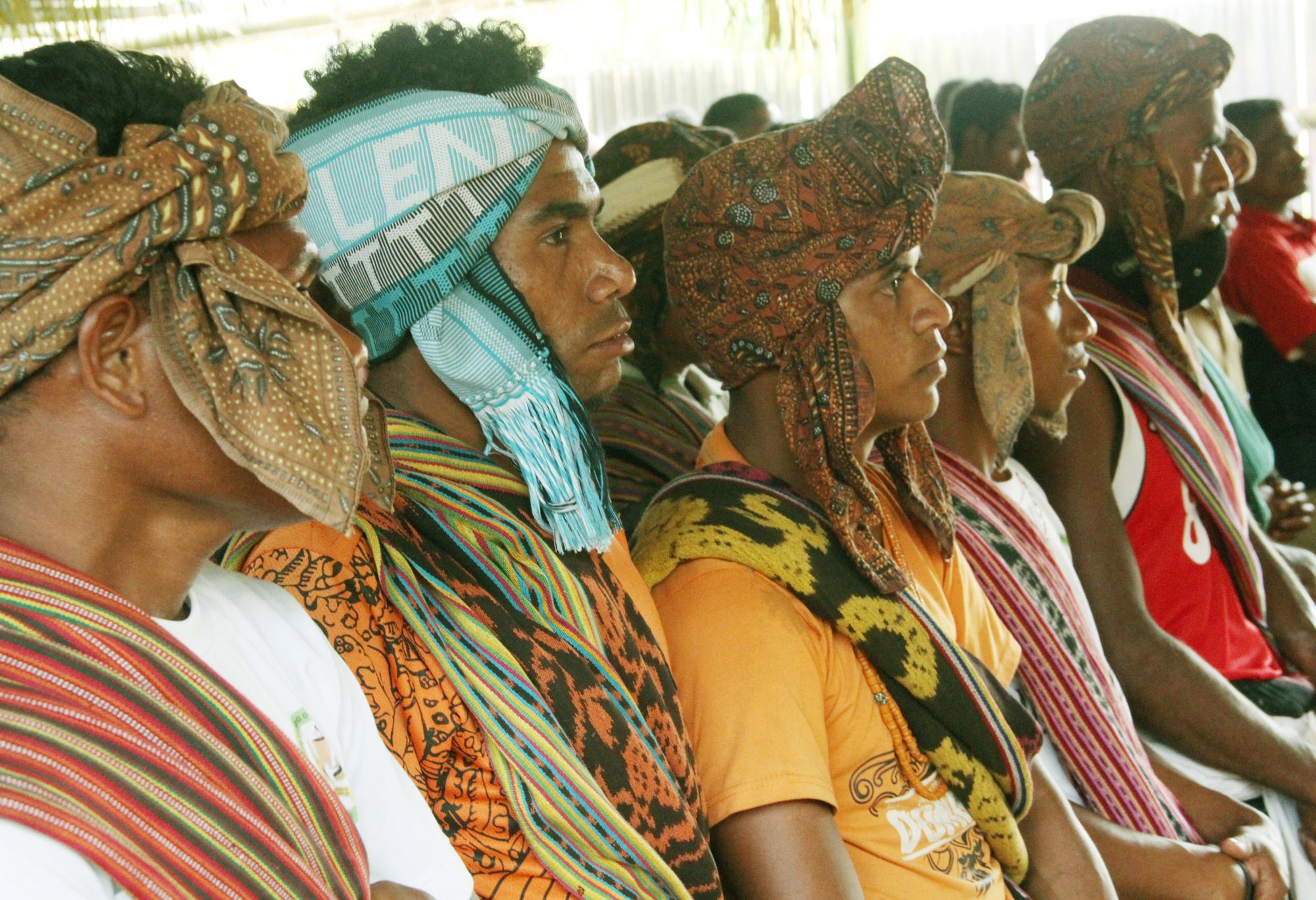
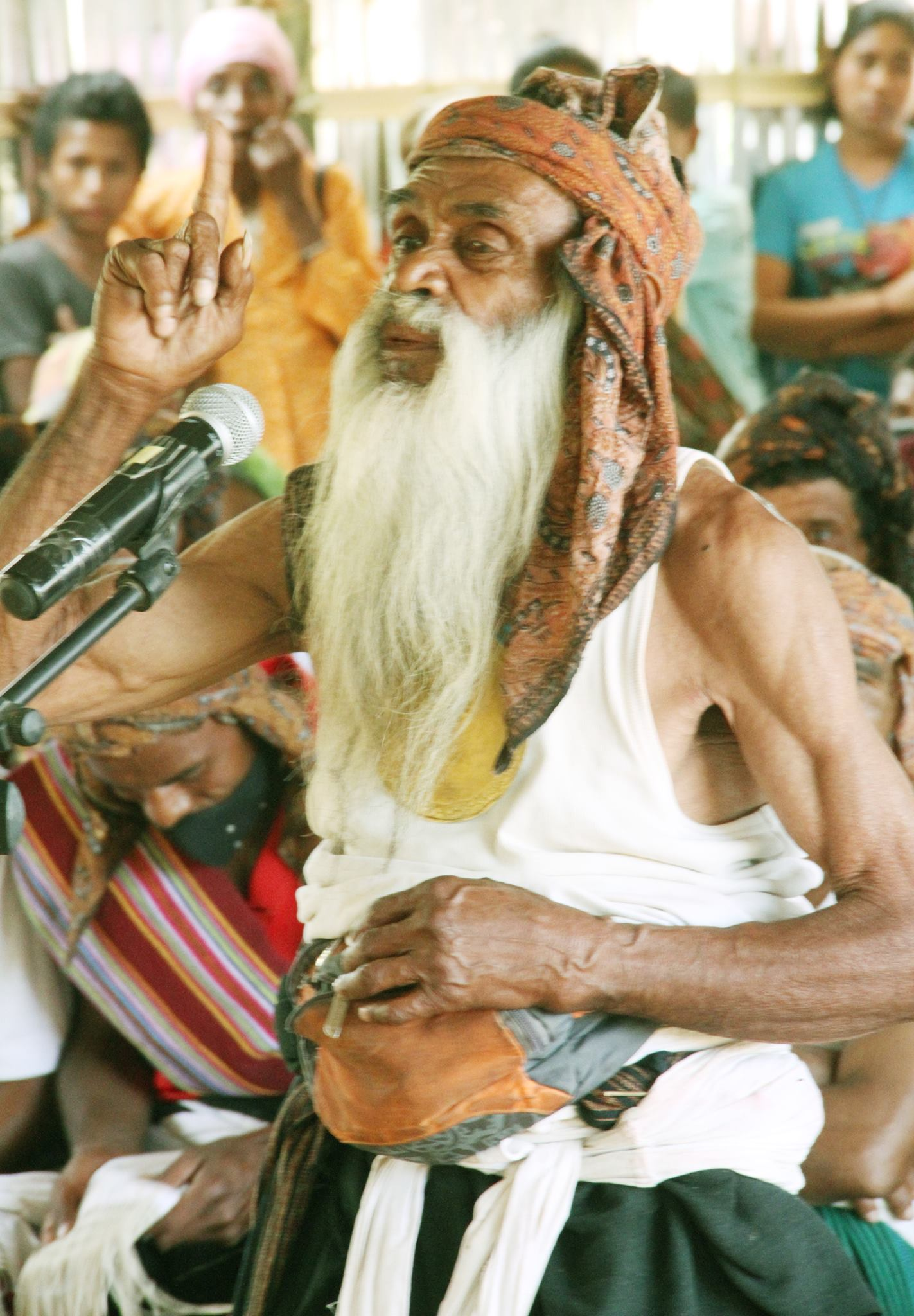
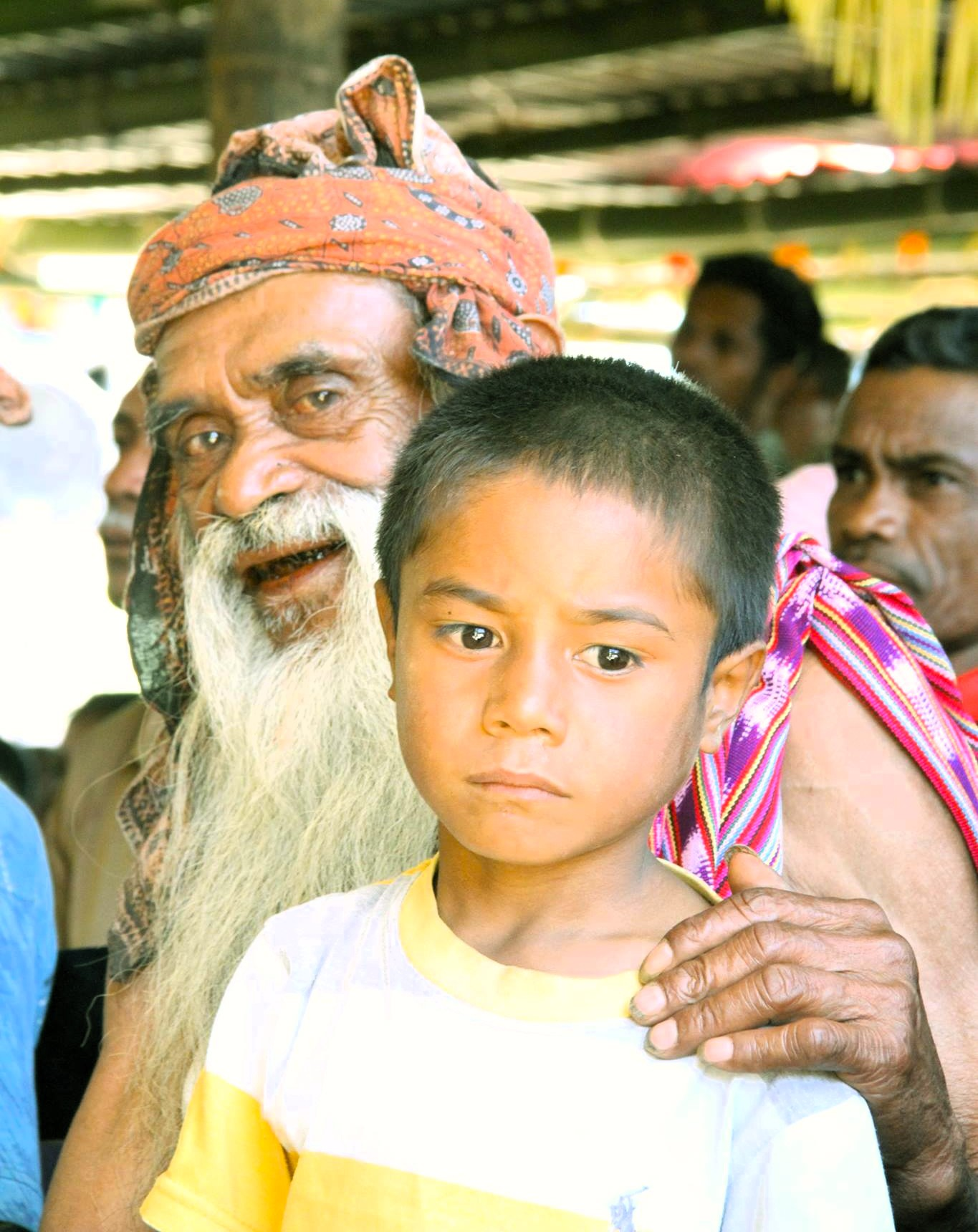

## Geschichte
1978 griffen die Indonesier Matorec und andere Sucos im Verwaltungsamt an. Häuser und Getreidespeicher wurden niedergebrannt. Die Einwohner flohen nach Süden in Richtung Alas und Fatuberlio. 90 starben durch Hunger und Krankheiten. 150 von ihnen wurden eingefangen und wieder zurückgebracht.

## Politik

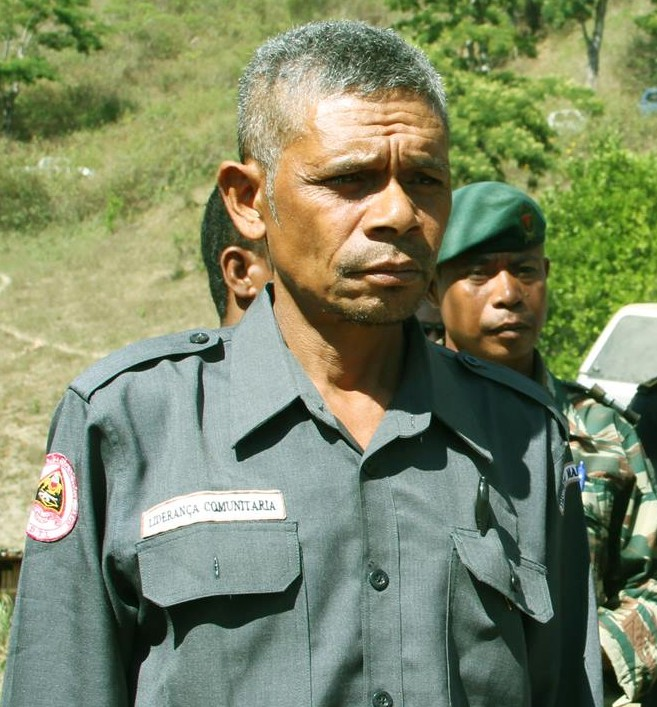
Carlos de Jesus (2015)

Bei den Wahlen von 2004/2005 wurde Paul de Araújo zum Chefe de Suco gewählt. Bei den Wahlen 2009 gewann Carlos de Jesus und 2016 Lucas Viera Branco.